# Emanuel Dildy
Emanuel Dildy (* 12. Mai 1981) ist ein US-amerikanischer Basketballtrainer und ehemaliger -spieler.

## Werdegang

### Spieler
Der aus Chicago stammende Dildy spielte als Student Basketball an der New Mexico State University, danach an der Eastern Illinois University. 2005 schloss er ein Studium im Fach Kommunikationswissenschaft ab. Als Berufsbasketballspieler stand er im Spieljahr 2005/06 beim deutschen Zweitligisten USC Heidelberg unter Vertrag. Er erzielte für die Mannschaft im Durchschnitt 20 Punkte je Begegnung. In seinem Heimatland nahm Dildy im Jahr 2008 mit der Mannschaft Elgin Racers am Wettkampfbetrieb der International Basketball League (IBL) teil. Auf Empfehlung von Brandon Watkins wurde Dildy im Januar 2009 von den Cuxhaven BasCats verpflichtet und kam für die Niedersachsen in der 2. Bundesliga ProA auf 15 Einsätze (6,9 Punkte je Begegnung).

### Trainer
Dildy begann seine Trainerlaufbahn am Kennedy-King College in Chicago, war dort erst Assistenz-, dann Cheftrainer, während er zwischenzeitlich in Cuxhaven noch einmal als Spieler tätig war. Er hatte bei mehreren Hochschulmannschaft der ersten NCAA-Division das Amt des Assistenztrainers inne und erarbeitete sich den Ruf eines Entdeckers von begabten Nachwuchsspielern. 2023 holte ihn Jon Scheyer in den Trainerstab der Duke University.